# Stora Blanktjärnen
Stora Blanktjärnen är en sjö i Skinnskattebergs kommun i Västmanland och ingår i Norrströms huvudavrinningsområde.